# 21822 Degiorgi
21822 Degiorgi este un asteroid din centura principală de asteroizi.

## Descriere
21822 Degiorgi este un asteroid din centura principală de asteroizi. A fost descoperit pe 15 octombrie 1999 la Stația Anderson Mesa în cadrul programului LONEOS. Asteroidul prezintă o orbită caracterizată de o semiaxă mare de 2,52 ua, o excentricitate de 0,13 și o înclinație de 12,7° în raport cu ecliptica.